# Slash Records
Slash Records - американський лейбл, який спочатку спеціалізувався на місцевих та панк-рок-гуртах.

## Історія
Лейбл був створений 1978 року Бобом Біггсом. Біггс, художник, відкрив лейбл синглом  seven-inch гурту Germs того ж року.  Повний альбом був випущений наступного року, а вже 1980 року в Лос-Анджелесі компанія збанкрутувала. Slash уклали угоду про розподіл з Warner Bros., що стало одним з перших спільних дій між самостійним інді та великими лейблами. За час цієї домовленості лейбл випустив альбоми видатних панк-і рок-і рок-гуртів Лос-Анджелеса, зокрема це були Fear, The Blasters, L7 і Los Lobos, а також подібних панк- та гаражних рок-гуртів, таких як  Rank and File з Остіна і  Del Fuegos з Бостона.
Компанія процвітала навіть після того, як журнал закрився в 1980 році. Дочірня компанія Ruby Records була запущена в 1981 році; Там випустили  альбоми колективи Misfits, Dream Syndicate і The Gun Club. До середини 1980-х років Slash вже поширилися за межі Південної Каліфорнії, випустивши альбоми Робіна Хічкока і Burning Spear.
Лейбл був проданий компанії London Records в 1986 році. З 1982 по 1996 рік Warner Bros. поширювали релізи з Slash Records в Північній Америці.
Universal Music Group утворився завдяки злиттю MCA і PolyGram Records, останній з яких володіли правами на London Records. У 2000 році вони закрили Slash як активний лейбл. Коли президент London Records Роджер Еймс переїхав до Warner Music Group, він зберіг права на London і Slash Records. 2003 року Еймс повторно ліцензував використання імені Slash назад Бобу Біггсу, який потім і відновив лейбл.
Станом на 2018 рік, Slash існує виключно як перевиданий лейбл. У 2016 та 2017 роках компанія Warner Music (головна компанія Slash) продала права декільком колишнім партнерам Slash Records.

## Видатні виконавці
- Asian Dub Foundation
- The Blasters
- BoDeans
- Bonnie Hayes with the Wild Combo
- Burning Spear
- The Del Fuegos
- Dream Syndicate
- Failure
- Faith No More
- Fear
- The Flesh Eaters
- The Germs
- Green on Red
- The Gun Club
- Harvey Danger
- Imperial Teen
- L7
- Los Lobos
- Misfits
- The Chills
- The Plugz
- Rammstein
- Rank and File
- Sons of Freedom
- Soul Coughing
- Steel Pole Bath Tub
- Tribe
- Violent Femmes
- The Wild Flowers
- X